# Georgetown (Pennsylvania)
Georgetown borough az USA Pennsylvania államában, Beaver megyében. 

## Népesség
A település népességének változása: